# 單指美三鰭䲁
單指美三鰭䲁（學名：Lepidoblennius haplodactylus），為輻鰭魚綱䲁形目三鰭䲁科美三鰭䲁屬的一個種，是由Franz Steindachner於1867年描述，分布於西南太平洋澳洲東部，從昆士蘭羅克漢普頓到維多利亞州西港灣海域，深度0至3公尺，本魚身體略微扁平，頭部沒有鱗片，體上部呈灰色至綠黃色，向腹部逐漸變淺，背部通常有五個深色的馬鞍狀斑紋，而側腹則有不規則的小珍珠斑點和深色斑塊或垂直條紋，有一條棕色帶從眼睛延伸到上顎，背鰭3個，體長可達10.7公分，棲息在藻類覆蓋的岩石海岸，雌魚產附著性卵在藻類築的巢，雄魚會守護卵，幼魚為浮游性，生活習性不明。